# Roman Jerala
Roman Jerala, slovenski biokemik, *24. januar 1962, Jesenice.

## Življenje
Diplomiral je leta 1986 na Fakulteti za naravoslovje in tehnologijo v Ljubljani. Na isti fakulteti je leta 1990 magistriral in tri leta kasneje še doktoriral. 
V akademskem letu 1994/1995 je bil na postdoktorskem izpopolnjevanju na Univerzi v Virginiji. Med letoma 1996 in 2001 je bil zaposlen v Laboratoriju za NMR in molekularno modeliranje. Od 2009 je direktor projektov na področju sintezne biologije. 
Ima naziv znanstvenega svetnika in vodje odseka za sintezno biologijo in imunologijo na Kemijskem inštitutu v Ljubljani. Poleg tega predava predmet biokemijska informatika na Fakulteti za kemijo in kemijsko tehnologijo.

## Delo
Znanstveno se ukvarja predvsem z biokemijskimi in molekularnimi procesi, ki igrajo vlogo pri celični imunosti, pa tudi s področji sintezne biologije in bioinformatike. 

### Raziskovalni dosežki
Zasnoval je idejo o sintezi piramidno oblikovane beljakovine, ki bi lahko služila kot vsebnik za dostavo zdravil na nano ravni, za nove katalizatorje in podobno, ter vodil raziskovalno skupino, ki je prva na svetu takšno strukturo tudi uspešno sintetizirala. Odkritje je bilo objavljeno leta 2013 v reviji Nature Chemical Biology. Dek Woolfson, biokemik z angleškega Centra za nanoznanosti in kvantne informacije pri Univerzi v Bristolu je razložil, zakaj gre za vodilni dosežek:
"Tovrstno oblikovane strukture so bile že narejene iz DNK, toda veliko težje jo je narediti iz beljakovin, saj pri beljakovinah ni na voljo koda, ki bi prevajala sekvence v strukturo."
Pred tem je bilo njegovo najodmevnejše odkritje nov način, kako imunski sistem prepozna patogena; odkritje skupine s Kemijskega inštituta pod njegovim vodstvom je bilo objavljeno v reviji Nature Structural and Molecular Biology, eni izmed vodilnih znanstvenih revij na tem področju.

### Tekmovanja
V mednarodni javnosti je znan tudi po slovenskih študentskih ekipah, ki so na mednarodnem študentskem tekmovanju v sintezni biologiji (iGEM) na Tehnološkem inštitutu Massachusettsa (Cambridge, Massachusetts, ZDA) v konkurenci ekip z najuglednejših svetovnih univerz v petih letih, odkar je tekmovanje mednarodno, daleč najuspešnejše v celotnem tekmovanju s tremi osvojenimi glavnimi nagradami od leta 2006 do leta 2010.

## Nagrade
Za svoje delo je leta 2009 prejel Preglovo nagrado Kemijskega inštituta in Zoisovo nagrado za vrhunske znanstvene dosežke. Prejel je tudi ERC Advanced Grant 2017.
Leta 2019 je bil izvoljen za izrednega, 2025 za rednega člana SAZU.

## V medijih
Leta 2011 je bil gost Sandija Čolnika v oddaji Večerni gost. Večkrat javno kritizira slovensko politiko financiranja znanstvenih raziskav, zaradi katere so raziskovalci prisiljeni oditi v tujino, država pa pri tem izgublja potencial.